# Shala (See)
Der Shala (amharisch ሻላ ሐይቅ, auch Shalla genannt) ist ein See in Äthiopien.

## Beschreibung
Der See liegt ca. 200 km südlich von Addis Abeba, im Abijatta-Shalla-Nationalpark, ebenso wie der nur drei Kilometer nördlich davon gelegene See Abijatta, und füllt eine 240.000 Jahre alte vulkanische Caldera. 
Nach dem Satellitenbild ist der See 26,5 km lang und bis zu 16,2 km breit. Er hat eine Fläche von 329 km² und ist maximal 266 Meter tief. Die durchschnittliche Tiefe beträgt 87 Meter. Daraus ergibt sich ein Volumen von 36,7 km³. Der See liegt auf einer Meereshöhe von 1558 m.
Der See ist bekannt für seine Schwefelquellen in der Sohle. Rosapelikane bevölkern die Inseln des Sees, von denen eine unter dem Namen Pelikaninsel bekannt ist.